# Малий Волховець

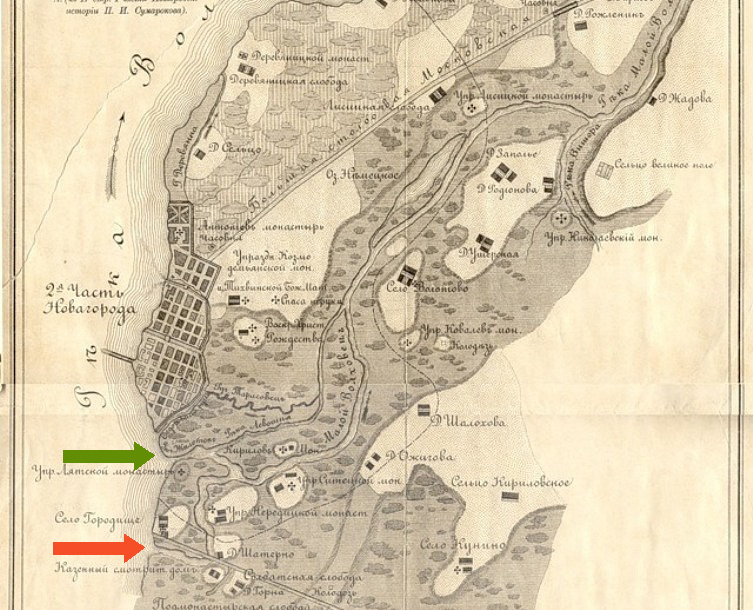
Мапа з зазначенням джерела Малого Волховця (червона стрілка) і Жілотуга (зелена стрілка)

Малий Во́лховець (рос. Малый Волховец) — права протока річки Волхов. Відокремлюється від основного русла за 2 км від озера Ільмень, на північ від Рюрикова Городища. Потім огинає Великий Новгород і через 17 км знову впадає в Волхов за Хутинським монастирем, в районі Холопова містечка, утворюючи, таким чином, великий острів, на якому, крім іншого, перебуває Торгова сторона Великого Новгорода.
Приблизно через 1 км після витоку розділяється на два рукави — Левошню і Правошню, які зливаються знову перед Синім мостом. Справа в Малий Волховець впадає річка Вішера.
Щорічно, під час весняної повені річка сильно розливається і, з огляду на невелику протяжності, набуває вигляду озера.
На берегах Малого Волховця знаходяться села Волотово та Новомиколаївське; архітектурні пам'ятники: останки Кирилова монастиря, Холопово містечко. У безпосередній близькості — церква Спаса на Ковальовому полі, церква Успіння на Волотовом полі та Хутинський монастир.

## Жілотуг
Згідно з історичними джерелами, раніше витік Малого Волховця перебував дещо південніше, приблизно в точці, де сьогодні починається Сіверсов канал. Сучасний ж початок Малого Волховця був раніше струмком Жілотуг, який мав на Волховці невелику протоку і далі (сьогодні — це Левошня) проходив до місця впадання в Волховець в районі сучасного Синього мосту. Через Жілотуг існував міст. І міст і сам струмок згадуються в Першому новгородському літописі старшого й молодшого ізводів.